# فرودگاه لمبرگ
فرودگاه لمبرگ (به انگلیسی: Lemberg Airport) یک فرودگاه همگانی است که یک باند فرود چمن دارد و طول باند آن ۶۱۰ متر است. این فرودگاه در کشور کانادا قرار دارد و در ارتفاع ۶۲۵ متری از سطح دریا واقع شده است.